# Bắc Kạn (provincie)
Bac Kan is een provincie van Vietnam. Het is gelegen in de noordoostelijke regio en grenst aan de provincie Cao Bang in het noorden, aan Lạng Sơn in het oosten, aan Thai Nguyen in het zuiden en aan Tuyên Quang in het westen.

## Districten
Er zijn districten en de hoofdstad:
- Bắc Kạn (thị xã)
- Ba Bể, Bạch Thông, Chợ Đồn, Chợ Mới, Na Rì, Ngân Sơn, Pác Nặm

## Aardrijkskundig
De provincie Bac Kan ligt in het hooggebergte. Het land wordt overheerst door bergen afgewisseld door valleien. In grote lijnen kan met de provincie in drie stukken opdelen:
- De westelijke en noordwestelijke regio bestaat uit de bergketens van de regio's Cho Don, Pac nam en Ba Be die lopen van noordwest naar zuidoost, volgens de richting van het stromenstelsel van de Cầu (sông Cầu).
- De oostelijk en noordoostelijke regio. De bergketen van Ngan Son loopt er van noord naar zuid, en komt in het noordoosten open in valleien.
- Het centrum, laagland, ingesloten door in het westen de bergeketen van de Gâm (sông Gâm) en in het oosten die bergen van Ngan Son.

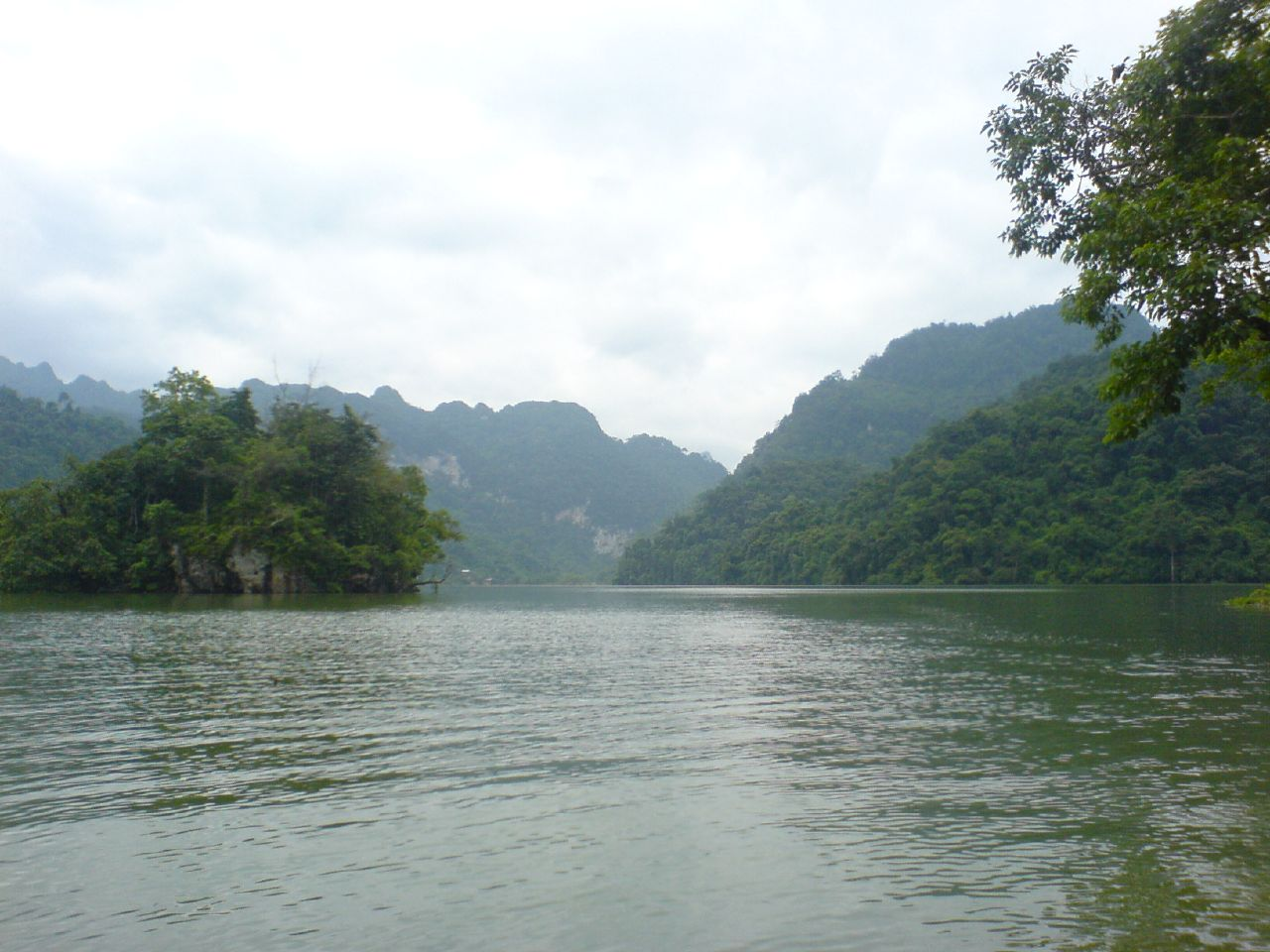
Het Ba Be-meer in Bac Kan